# Stenopelmatus talpa
Stenopelmatus talpa är en insektsart som beskrevs av Hermann Burmeister 1838. Stenopelmatus talpa ingår i släktet Stenopelmatus och familjen Stenopelmatidae. Inga underarter finns listade i Catalogue of Life.